# Katskinken
Katskinken (Ristella) zijn een geslacht van skinken.

## Naam en indeling
De groep werd voor het eerst wetenschappelijk beschreven door John Edward Gray in 1839.
Ze danken hun Nederlandstalige naam aan het feit dat ze hun nagels kunnen in- en uittrekken, net als een kat.

## Verspreiding en habitat
De verschillende soorten komen voor in Azië en zijn endemisch in het zuiden van India.
Door de internationale natuurbeschermingsorganisatie IUCN is aan alle soorten een beschermingsstatus toegewezen. Drie soorten worden gezien als 'onzeker' (Data Deficient of DD) en Ristella beddomii wordt beschouwd als 'veilig' (Least Concern of LC).

## Soorten
Het geslacht omvat de volgende soorten, met de auteur en het verspreidingsgebied.
| Naam                  | Auteur          | Verspreidingsgebied                |
| --------------------- | --------------- | ---------------------------------- |
| Ristella beddomii     | Boulenger, 1887 | India (Travancore, Kerala)         |
| Ristella guentheri    | Boulenger, 1887 | India (Madura, Travancore, Kerala) |
| Ristella rurkii       | Gray, 1839      | India (Travancore Kerala)          |
| Ristella travancorica | Beddome, 1870   | India (West-Ghats, Kerala)         |